# هروویه اسمولچیچ
هروویه اسمولچیچ (انگلیسی: Hrvoje Smolčić؛ زادهٔ ۱۷ اوت ۲۰۰۰) بازیکن فوتبال اهل کرواسی است که در حال حاضر برای لاسک در پست مدافع بازی می‌کند.
از باشگاه‌هایی که در آن بازی کرده است می‌توان به رییکا اشاره کرد.
وی همچنین در تیم‌های ملی فوتبال زیر ۱۹ سال، زیر ۲۰ سال و زیر ۲۱ سال کرواسی بازی کرده است.

## دوران باشگاهی
پس از بازی در تیم‌های پایهٔ رییکا، هروویه اسمولچیچ در ۱۷ مارس ۲۰۱۹ نخستین بازی حرفه‌ای خود را برای تیم اول این باشگاه انجام داد؛ او در ترکیب اصلی در جریان پیروزی ۳–۱ مقابل اوسیک به میدان رفت. در فصل ۲۰–۲۰۱۹، او در ۲۴ مسابقهٔ لیگ بازی کرد و همراه با تیمش قهرمان جام حذفی کرواسی شد. اسمولچیچ در سه بازی از این رقابت‌ها حضور داشت، اما به‌دلیل دریافت دو کارت زرد در نیمه‌نهایی، از بازی نهایی برابر لوکوموتیوا زاگرب محروم بود.
در ۳۱ مهٔ ۲۰۲۲ اعلام شد که اسمولچیچ برای فصل ۲۳–۲۰۲۲ با قراردادی پنج‌ساله تا سال ۲۰۲۷ به تیم آینتراخت فرانکفورت در بوندس‌لیگا می‌پیوندد.
در ۲۴ ژوئن ۲۰۲۴، اسمولچیچ به‌صورت قرضی به لاسک در اتریش پیوست.

## دوران ملی
در ۱۴ اوت ۲۰۱۸، اسمولچیچ نخستین بازی ملی خود را برای تیم زیر ۱۹ سال کرواسی انجام داد. او در این بازی دوستانه مقابل ایتالیا، به‌عنوان بازیکن تعویضی جای لئون کرکوویچ به میدان رفت. او پس از انجام چهار بازی دیگر برای تیم زیر ۱۹ سال و دو بازی برای تیم زیر ۲۰ سال، در ۸ اکتبر ۲۰۲۱ برای نخستین‌بار در مقدماتی زیر ۲۱ سال اروپا برابر نروژ برای تیم زیر ۲۱ سال کرواسی به میدان رفت.

## زندگی شخصی
برادر دوقلوی هروویه، ایوان اسمولچیچ، نیز یک بازیکن فوتبال حرفه‌ای است که در پست مدافع بازی می‌کند و سابقهٔ حضور در رییکا را دارد.